# Hovig Demirjian
Hovig Demirjian (grekiska: Χουίγ Δεμιργιαν, armeniska: Հովիկ Դեմիրճյան), född 3 januari 1989 i Nicosia, mer känd som Hovig, är en cypriotisk sångare av armeniskt ursprung. Han representerade Cypern i Eurovision Song Contest 2017 i Kiev.
År 2009 deltog Demirjian i den andra säsongen av The X Factor på ANT1, där han slutade på en sjundeplats.
2019 var det Hovig Demirjian som överlämnade Cyperns röster i Eurovision Song Contest 2019.